# Лоладзе, Демико Ревазович
Демико Ревазович Лоладзе (груз. დემიკო ლოლაძე, род. 1944) — грузинский и советский журналист, член Союза писателей, Союза художников, Союза журналистов, Ассоциации спортивных журналистов Грузии. Почётный гражданин Тбилиси (2017).

## Биография
Родился в семье врача, участника Великой Отечественной войны. Мама, Тина Дмитриевна Канделаки, тоже имела медицинское образование, но по специальности не работала.
Ещё школьником Дмитрий начал работать в геодезическом отделе проектного института «Гипрогорстрой». Увлекался театром, ходил на премьеры, полюбил кино. Учился в музыкальной школе по классу фортепиано, но мечтал стать футболистом, начинал заниматься в футбольной секции.
Учился в Тбилисском государственном университете, на факультете филологии. Слушал лекции Георгия Ахвледиани, Варлама Топурия, Георгия Джибладзе, Лео Менабде, Элгуджи Хинтибидзе. Участвовал как фотокорреспондент в издании студенческого журнала. Диплом защитил на тему «Переводы произведений Бориса Пастернака грузинских поэтов». Окончив университет, продолжил обучение в аспирантуре, но, сдав кандидатский минимум, над диссертацией «Партийная пресса» работать не стал. Начал сотрудничать внештатником в горкоме комсомола, возглавил лекторскую группу. Через некоторое время перешёл на должность секретаря комитета комсомола консерватории. Через полтора года получил назначение инструктором в ЦК комсомола. Ещё через пять лет перешёл в систему Министерства образования.
Спортивной журналистикой увлёкся в 1964 году, первая публикация — репортаж о матче в Ташкенте Динамо (Тбилиси) — «Торпедо». Был в составе советской делегации, выезжавшей на матч «Динамо» — «Карл Цейсс» (финал Кубка кубков), сделанные снимки выпустил отдельной книгой.

## Награды
Два ордена Чести (1999 и 2018)
Почётный гражданин Тбилиси (2017)
Медаль Олимпийского комитета Грузии за активную работу по созданию книг, посвященных видным спортсменам Грузии (2019)
Лауреат премий имени Давида Агмашенебели, Тбела Абусеридзе, Якоба Гогебашвили, Мемеда Абашидзе, Нико Николадзе, Сергея Месхи, Хайдара Абашидзе и Михаила Какабадзе.